# Afton, Lysekil
Afton, Lysekil är ett litografi av den danska konstnären Anker Landberg. Den ingår i Moderna museets samlingar sedan 1964.

## Beskrivning
Bilden gestaltar tre fiskare i Lysekil vid ett fiskenät. I bakgrunden ses havet med klippor. Tavlan har liknande drag som Landbergs andra målningar såsom Hamnarbetare, Fiskare rengör nät och Fiskare som arbetar. 
Det finns totalt 271 litografier av tavlan.